# Seznam urednikov Zbranih del slovenskih pesnikov in pisateljev
Seznam urednikov Zbranih del slovenskih pesnikov in pisateljev.

## B
- Drago Bajt (1948)
- France Bernik (1927–2020)
- Marja Boršnik (1906–1982)

## D
- Janez Dolenc (1926–2012)
- Drago Druškovič (1920–2009)

## G
- Mihael Glavan (1945–2022)
- Alfonz Gspan (1904–1977)

## H
- Miran Hladnik (1954)

## I
- Andrej Inkret (1943–2015)

## K
- France Koblar (1889–1975)
- Jože Koruza (1935–1988)
- Janko Kos (1931–)
- Lado Kralj (1938–2022)

## L
- Janez Logar (1908–1987)

## M
- Joža Mahnič (1918–2009)
- Katja Mihurko Poniž (1972)
- Dušan Moravec (1920–2015)
- Jože Munda (1930–2018)

## N
- Vlado Novak (1916–1994)

## O
- Anton Ocvirk (1907–1980)
- Matija Ogrin (1967)

## P
- France Pibernik (1928–2021)
- Dušan Pirjevec (1921–1977)
- Tone Pretnar (1945–1992)

## R
- Mirko Rupel (1900–1963)

## S
- Goran Schmidt (1950)
- Anton Slodnjak (1899–1983)

## Š
- Jože Šifrer (1922–2009)

## V
- Tomo Virk (1960)
- Dušan Voglar (1936–2022)

## Ž
- Andrejka Žejn